# 1ª Divisione proletaria
La 1ª Divisione proletaria, in cirillico Прва пролетерска дивизија, in serbo-croato Prva proleterska divizija, è stata una formazione militare dell'Esercito Popolare di Liberazione della Jugoslavia che venne costituita il 1 novembre 1942 nel territorio di Bosanski Petrovac, nella Craina bosniaca.
La grande unità, la prima divisione costituita dall'Esercito popolare, prese parte alle più importanti battaglie combattute dai partigiani jugoslavi durante Seconda guerra mondiale sul fronte jugoslavo contro gli eserciti dell'Asse e i collaborazionisti cetnici e ustaša; contribuì alla liberazione di Belgrado, il 20 ottobre 1944, e di Zagabria il 9 maggio 1945.

## Storia
La 1ª Divisione proletaria venne ufficialmente costituita il 1 novembre 1942 a Bosanski Petrovac su decisione del comando supremo partigiano di Tito; il famoso generale partigiano Koča Popović ricevette il comando della nuova formazione che si sarebbe dimostrata ben presto una delle unità più efficienti e combattive dell'esercito partigiano; il commissario politico fu Filip "Fića" Kljajić. Alla nuova grande unità inizialmente vennero assegnate tre brigate dell'Esercito Popolare di Liberazione: la 1ª Brigata proletaria d'assalto, la 3ª Brigata proletaria d'assalto del Sangiaccato e la 3ª Brigata d'assalto della Craina.
Durante la guerra la composizione delle 1ª Divisione cambiò numerose volte: nel giugno 1943 la 3ª Brigata del Sangiaccato venne trasferita e nel novembre 1943 fu sostituita dalla 13ª Brigata proletaria d'assalto; inoltre per circa un mese, tra luglio e agosto 1943, anche la 7ª Brigata della Craina venne assegnata alla 1ª Divisione; l'8ª Brigata montenegrina arrivò il 6 novembre 1944 e rimase fino al 7 marzo 1945; infine dal 28 ottobre 1944 entrò a far parte della 1ª Divisione proletaria la "Brigata Italia" formata con i volontari italiani dei battaglioni "Matteotti" e "Garibaldi" che avevano già combattuto nelle file della 1ª Divisione dall'ottobre 1943. Dal 1 gennaio 1945, al momento della costituzione da parte dell'Esercito di liberazione delle armate, la 1ª Divisione entrò a far parte della 1ª Armata che era schierata sul fronte dello Srem. Gli effettivi della 1ª Divisione proletaria aumentarono durante la guerra; al momento della sua formazione la grande unità era composta da 3.200 partigiani che salirono a 12.367 alla fine del 1944; il 15 aprile 1945 i presenti erano 11.775.
Dopo la sua formazione, la divisione proletaria entrò subito in azione nella Bosnia centrale dove erano concentrate le forze partigiane del gruppo operativo centrale di Tito; dal 19 novembre al 4 dicembre 1942 sconfisse le guarnigioni croate e ustaša di Čađavica, Mrkonjić Grad, Jajce, dove combatté insieme alla 3ª Divisione d'assalto, Skender Vakuf e Kotor Varoš. Nel mese di gennaio 1943 la 1ª Divisione liberò Teslić e Prnjavor.

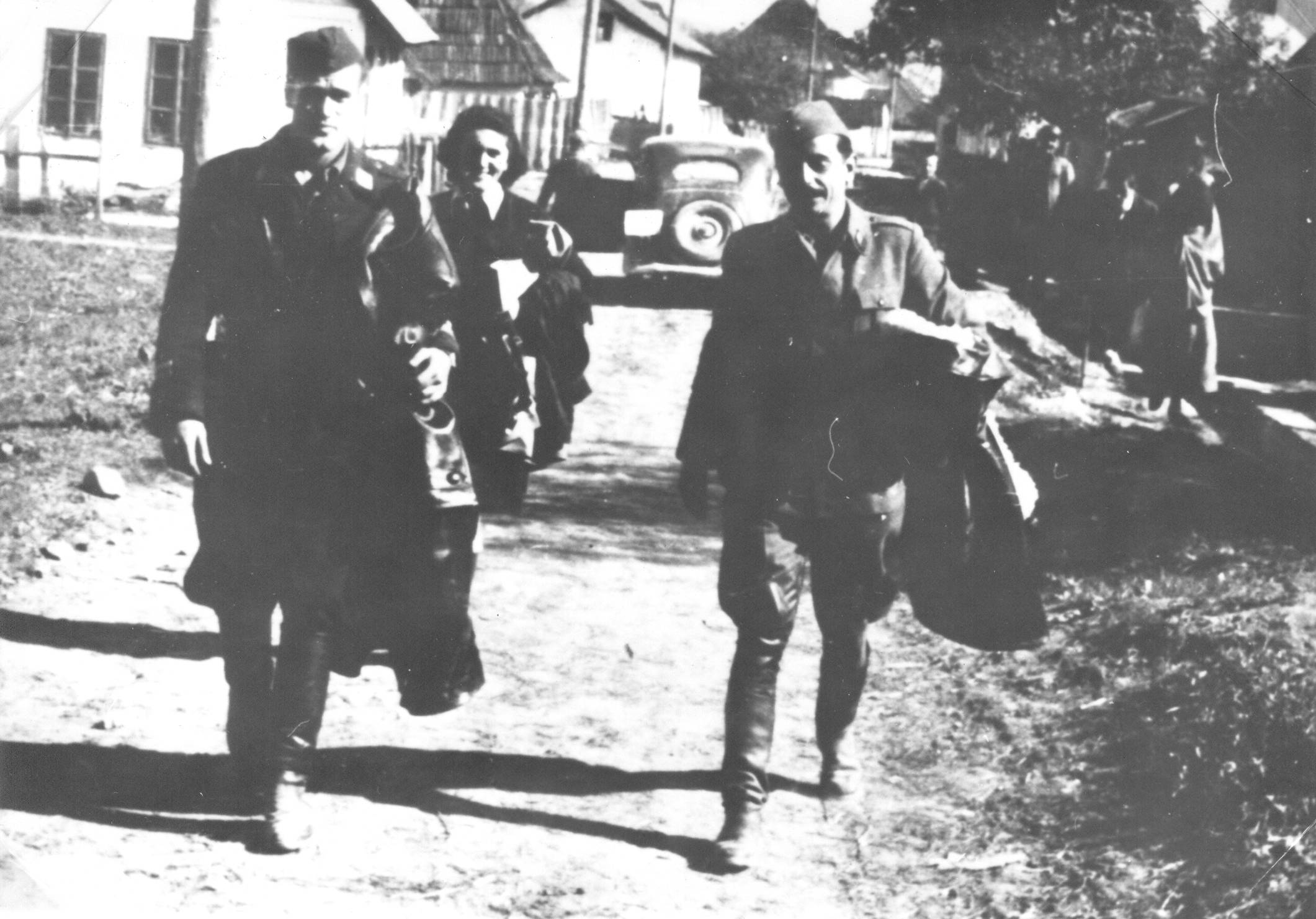
A destra Koča Popović, il comandante della divisione fino al settembre 1943, a sinistra il suo successore Vaso Jovanović.

Durante la battaglia della Neretva la divisione comandata da Koča Popović costituì la colonna di sinistra del gruppo operativo partigiano di Tito impegnato nell'audace manovra verso sud-ovest che consentì all'Esercito popolare di sfuggire allìoperazione d'accerchiamento delle forze dell'Asse e di sconfiggere duramente i collaborazionisti cetnici. L'unità partecipò anche con una parte delle sue forze al contrattacco di Gornji Vakuf e successivamente protesse la testa di ponte partigiana consentendo alle altre divisioni di attraversare il fiume e avanzare in Erzegovina e Montenegro. Subito dopo la riuscita manovra sulla Neretva, la 1ª Divisione proletaria contribuì alle vittorie partigiane contro i cetnici a Nevesinje e Kalinovik.
La 1ª Divisione proletaria svolse un ruolo decisivo soprattutto durante la battaglia della Sutjeska dove inizialmente guidò una serie di attacchi nella zona di Foča a fine maggio, prima di guidare la marcia del gruppo partigiano principale di Tito verso nord-est per cercare di uscire dalla sacca di accerchiamento tedesca. Il 10 giugno 1943 furono due brigate della divisione, la 1ª proletaria di Danilo Lekić e la 3ª della Craina di Nikola Karanović, che effettuarono lo sfondamento a Balinovac e sbaragliarono alcuni reparti della 369. Divisione tedesco-croata. Koča Popović prese l'iniziativa di far passare subito la sua divisione attraverso il varco aprendo la strada alle altre forze del gruppo principale, compreso il quartier generale di Tito. Nel frattempo l'ultima brigata della divisione, la 3ª del Sangiaccato, fin dal 4 giugno era stata distaccata e aggregata al secondo gruppo delle forze partigiane che erano rimaste accerchiate nello Zelen Gora e della Sutjeska, dove venne decimata il 13 giugno 1943 nel disperato tentativo di sfondare.
Dopo la drammatica battaglia della Sutjeska, la 1ª Divisione venne assegnata, a partire dal 1 settembre 1943, al I Korpus dell'Esercito popolare di cui prese il comando Koča Popović che a sua volta cedette la guida della divisione a Vaso Jovanović. Nel 1944 la 1ª Divisione proletaria partecipò ad una quasi continua serie di aspri combattimenti contro le forze tedesche; in particolare l'unità fu coinvolta nelle battaglie dell'operazione Kugelblitz, nei durissimi scontri per proteggere il quartier generale di Tito attaccato dai tedeschi nel corso dell'operazione Rösselsprung, e nella nuova serie di battaglie nel settore del Montenegro e del Sangiaccato durante l'operazione Rübezahl; in questi scontri si distinsero anche i due battaglioni di volontari italiani "Matteotti" e "Garibaldi".

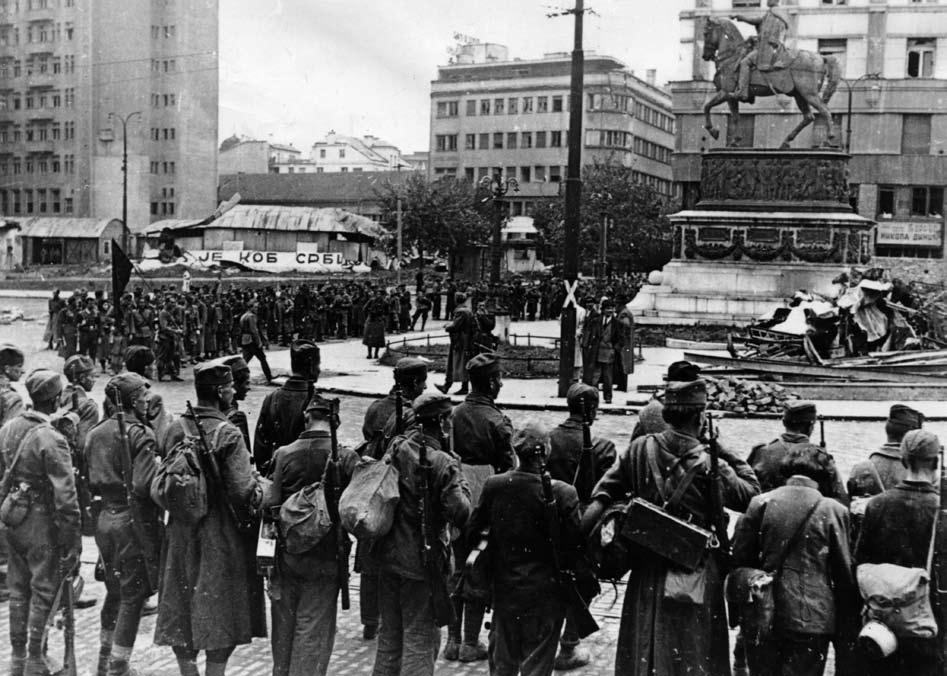
I partigiani della divisione proletaria nella piazza centrale di Belgrado il 20 ottobre 1944.

Il ruolo della 1ª Divisione proletaria fu molto importante nella successiva fase delle operazioni; dal mese di settembre 1944 la divisione entrò a far parte, insieme agli altri reparti del I Korpus e del XII Korpus, del raggruppamemto di forze che sotto il comando di Peko Dapčević passò all'attacco nella parte occidentale della Serbia e avanzò in direzione di Belgrado in connessione con la contemporanea offensiva dell'Armata Rossa e dell'esercito bulgaro da oriente. Furono i partigiani delle due brigate della 1ª Divisione, la 1ª proletaria e la 3ª della Craina, che combatterono la battaglia decisiva agli accessi e all'interno della capitale jugoslava; dopo aspri combattimenti i combattenti dell'Esercito popolare liberarono completamente Belgrado entro il 20 ottobre 1944. Dopo la vittoria, il 28 ottobre 1944, con i due battaglioni di volontari italiani, il comando della 1ª Divisione proletaria costituì la nuova "Brigata italiana" che entrò a far parte ufficialmente degli organici dell'unità come terza brigata della 1ª proletaria.
Alla fine del 1944 i tedeschi riuscirono a fermare la loro ritirata e la 1ª Divisione proletaria insieme alle altre divisioni della nuova 1ª Armata dell'Esercito popolare, dovette combattere per mesi una lunga e difficile guerra di posizione sul fronte dello Srem nella pianura pannonica; i combattimenti furono aspri e sanguinosi; i partigiani subirono alcune sconfitte locali. Finalmente il 12 aprile 1945 l'esercito partigiano iniziò l'offensiva finale e riuscì a sfondare il fronte dello Srem; la 1ª Divisione proletaria guidò l'avanzata verso Zagabria e furono i suoi reparti che liberarono la capitale croata il 9 maggio 1945.
La divisione quindi riprese l'avanzata verso nord-ovest e concluse la guerra di liberazione il 20 maggio 1945 dopo aver raggiunto la zona di Trieste e Gorizia.